# Pietro Nati
Pietro Nati (Firenze, 15 novembre 1624 – 1715) è stato un medico e naturalista italiano.
Orfano del padre (Francesco Nati), visse con la madre Felice Garofolini ed il patrigno Giovacchino di Antonio dei Marchesi di Passano; studiò a Pisa dove si laureò in medicina. Fu coetaneo e compagno di università di Francesco Redi ed anche coetaneo e collega di Francesco Folli di Poppi.
Privato della cittadinanza fiorentina per aver rifiutato l'eredità paterna, iniziò la sua attività professionale come medico di Bibbiena (in provincia d'Arezzo), con paga di ottanta fiorini annui. Nel 1657, avuta nuovamente la cittadinanza fiorentina, lasciò l'incarico bibbienese (vi subentrò il Folli) e si trasferì a Firenze dove sposò Antonina di Francesco Conti, nobile di San Miniato.
Nel 1661 Pietro Nati fu “squittinato” per l'Arte dei Medici e Speziali. Nel 1672 venne nominato dal granduca di Toscana Prefetto dell'Orto botanico di Pisa direttore della farmacia e del laboratorio chimico e docente di storia naturale nello Studio Pisano.
Nel 1674 pubblicò un opuscolo dal titolo Florentina Phitologica Observatio de malo limonia citrata-aurantia Florentiae vulgo “La Bizzarria”, descrivendo un singolare tipo di agrume osservato nell'orto dei Panciatichi nel 1630 (secondo alcuni nel 1644): un ibrido d'innesto che aveva suscitato la meraviglia degli studiosi e del popolo (si tratta di citrus aurantium bizzarria). Il testo era corredato da una splendida tavola incisa dal fiammingo Adriaen Haelwegh sulla base di un disegno di Baldassare Franceschini detto “Il Volterrano”. Tale pubblicazione si trova citata anche nel The variation of animals and plants under domestication di Charles Darwin, al capitolo XI, che riporta “... the description given by the original describer, P. Nato”.
Negli ultimi anni di attività Pietro Nati iniziò la stesura di un catalogo delle piante coltivate nell'Orto pisano, catalogo di cui rimane solo un volume in folio conservato presso il “Fondo Magliabechiano” di Firenze e che raccoglie trentuno incisioni in rame di mano dello stesso Pietro, a soggetto botanico. 
Nel 1685, colpito da cecità, lasciò la direzione dell'Orto Botanico a Michelangelo Tilli.
Nel 1689 Pietro Nati acquistò la Villa e la Fattoria di Marena presso Bibbiena. Morì nel 1715 all'età di novantuno anni.